# T-Mobile US
Die T-Mobile US Inc. ist einer der größten Mobilfunkanbieter in den Vereinigten Staaten von Amerika im Wettbewerb stehend mit AT&T Wireless, U.S. Cellular und Verizon Wireless. Das Unternehmen entstand 2001 durch die Übernahme von VoiceStream durch die Deutsche Telekom. Nach der Fusion mit MetroPCS wurde das neue Unternehmen am 1. Mai 2013 an der New York Stock Exchange notiert und wechselte ab dem 26. Oktober 2015 an die NASDAQ.

## Geschichte

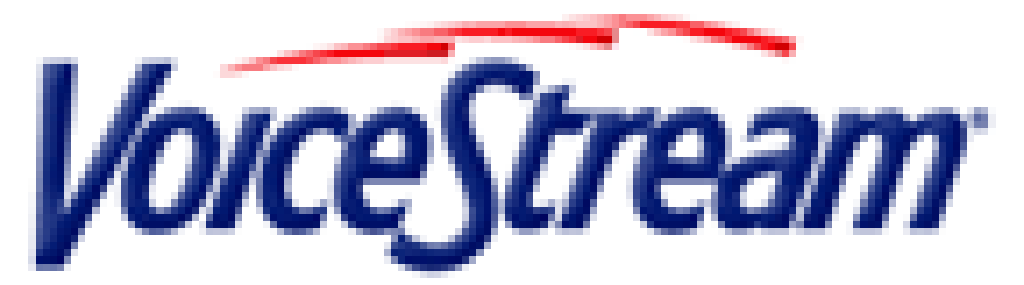
Logo der ehemaligen Voicestream

Voicestream wurde im Jahr 1994 von der Western Wireless als regionaler Mobilfunkanbieter in den Vereinigten Staaten von Amerika gegründet. Voicestream baute als einziger Mobilfunkanbieter in den USA sein Netz nach dem europäischen GSM-Standard auf. Fünf Jahre nach Gründung wurde 1999 rund 476 Millionen US-Dollar Umsatz erzielt. Mitte 2000 verfügte Voicestream bereits über Mobilfunk-Lizenzen in 23 der 25 größten US-Bundesstaaten und beschäftigte 8.200 Menschen. Für den Erwerb weiterer Lizenzen stellte die Deutsche Telekom fünf Milliarden Euro bereit.
Im Laufe der ersten Jahre erfolgten Fusionen mit den Mobilfunkanbietern Omnipoint, Aerial und Cook, wodurch Voicestream ein national flächendeckendes Mobilfunknetz erhielt.

### Übernahme von Voicestream und Powertel
Im Juli 2000 kündigte die Deutsche Telekom an, Voicestream für einen Preis von 50,7 Milliarden Dollar (seinerzeit etwa 106 Milliarden DM) übernehmen zu wollen. Kurz vor der Bekanntgabe der Übernahme teilte Voicestream mit, dass sie für umgerechnet 4,8 Milliarden D-Mark den Mobilfunk-Anbieter Powertel übernommen hatte. Die Aufsichtsräte der Telekom, Voicestream und Powertel genehmigten die Übernahme. Die Transaktion wurde per Aktientausch und zusätzliche Barmittel finanziert. Die Telekom bewertete dabei jeden Voicestream-Kunden mit 20.000 US-Dollar. Hierfür ließ sich die Telekom auf der vorherigen Hauptversammlung eine Kapitalerhöhung genehmigen, welche zum Teil ausgeführt werden sollte. Das Committee on Foreign Investment in the United States genehmigte die Übernahme ohne Auflagen.
Am 1. Juni 2001 vollendete die Telekom die Übernahme von Voicestream. Für eine Voicestream-Aktie zahlte die Deutsche Telekom 3,2 Aktien plus 30 US-Dollar.
Durch den bereits zum Zeitpunkt der Ankündigung fallenden Kurs ihrer Aktie zahlte die Telekom nach eigenen Angaben 39,4 Milliarden Euro.

### Telekom-Prozess
Im Zuge der Übernahme und dem rapiden Preisverfall der Deutsche-Telekom-Aktie reichten 16.000 Aktionäre Klage ein. Sie warfen dem Unternehmen vor, die Informationspflicht im Börsenprospekt zum dritten Börsengang der Telekom missachtet zu haben. Den Klägern zufolge hätte die Übernahme von Voicestream im Prospekt erwähnt werden müssen. Am 16. Mai 2012 urteilte das Oberlandesgericht Frankfurt zugunsten der Deutschen Telekom.

### Gescheiterter Verkauf an AT&T und Fusion mit MetroPCS
Aufgrund der Verluste und der sinkenden Kundenzahl teilte die Deutsche Telekom am 20. März 2011 in einer Pflichtveröffentlichung mit, dass T-Mobile US an den Konkurrenten AT&T verkauft werden solle. Der Kaufpreis belief sich auf 39 Milliarden US-Dollar, wovon 25 Milliarden in Bar ausgezahlt werden sollten. Die übrigen 14 Milliarden sollten in AT&T-Aktien bezahlt werden, wodurch die Telekom mit acht Prozent größter Minderheitsaktionär von AT&T geworden wäre. Da AT&T der größte Mobilfunkanbieter in den USA ist, musste die Transaktion von der US-Kartellbehörde genehmigt werden. Am 31. August 2011 reichte die Kartellbehörde Klage gegen den Verkauf ein. Da AT&T nicht mit einer Freigabe rechnete, lösten die Telekom und AT&T am 20. Dezember 2011 die Vereinbarung zur Übernahme von T-Mobile US auf. In der Vereinbarung sicherte AT&T der Telekom eine Ausfall-Zahlung von drei Milliarden US-Dollar sowie Mobilfunkfrequenzen in 128 Märkten der USA und eine umfassende UMTS-Roaming-Vereinbarung zu. Dadurch war T-Mobile US in der Lage, Kunden in neuen Märkten zu erschließen.

MetroPCS logo

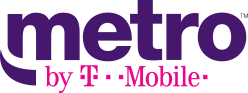
Metro by T-Mobile

Am 3. Oktober 2012 gab die Deutsche Telekom Fusionspläne ihrer Tochter T-Mobile US mit MetroPCS bekannt. Die Deutsche Telekom sollte rund 74 Prozent am neuen Unternehmen halten, die Aktionäre von MetroPCS erhielten 26 Prozent der Aktien. Bereits sieben Monate nach Bekanntgabe wurde die Fusion durch die Kartellbehörde Ende April freigegeben. Am 1. Mai 2013 ging die T-Mobile US Inc. an die US-Börse New York Stock Exchange. Die Marken T-Mobile und MetroPCS blieben weiter erhalten.

### Fusion mit Sprint

Logo vor der Übernahme

Logo nach der Übernahme

Anfang 2014 wurde bekannt, dass die Deutsche Telekom ihre Anteile an T-Mobile US auf eine niederländische Holding übertragen hat und der US-Mobilfunkanbieter Sprint eine Übernahme mit seiner Mutter SoftBank prüfe. Im August 2014 gab Sprint bekannt, von der Übernahme abzusehen, da die Wahrscheinlichkeit der Zustimmung durch die US-Behörden zu gering erschien.
Im Juni 2017 wurde bekannt, dass die Deutsche Telekom plane, ihre Tochter T-Mobile US mit dem Wettbewerber Sprint zu fusionieren. Aufgrund des schnellen Wachstums hatte T-Mobile US den Fusionspartner Sprint in Größe und Börsenwert überholt, wodurch die Deutsche Telekom nach der Fusion weiterhin die Kontrollmehrheit für sich beanspruchte. Dadurch wäre bei reduziertem Anteil am neuen Unternehmen weiterhin eine Bilanzierung als Tochterunternehmen möglich. Der derzeitige Eigentümer von Sprint, das Unternehmen SoftBank, wäre mit einem Minderheitsanteil beteiligt worden. Am 4. November 2017 gaben sowohl die Deutsche Telekom wie auch T-Mobile US übereinstimmend an, dass die Gespräche zu einer Fusion vorerst gescheitert wären, um am 29. April 2018 von John J. Legere sowie Marcelo Claure bestätigen zu lassen, dass eine Fusion doch angestrebt wird. Der Mehrheitseigner von T-Mobile, die Deutsche Telekom, soll 42 Prozent am gemeinsamen Unternehmen bei 9 von 14 Aufsichtsratsitzen halten. Timotheus Höttges würde Aufsichtsratsvorsitzender bleiben. Am 26. Juli 2019 genehmigte das US-Justizministerium die Fusion zwischen Sprint und T-Mobile US. Auch die Klage von insgesamt dreizehn US-Bundesstaaten, sowie die des Regierungsbezirks Washington, wurden von einem US-Gericht abgelehnt. Die Befürchtung der Kläger war, dass durch die Fusion Jobverluste und Preiserhöhungen resultieren könnten.
Seit dem 2. August 2020 erfolgt der Markenauftritt nur noch unter Marke T-Mobile. Durch die Fusion wurde das Unternehmen auch neuer Namensgeber der Multifunktionsarena T-Mobile Center in Kansas City.

### Ära nach John Legere
Am 18. November 2019 kündigte das Unternehmen an, dass der sich zum Zeitpunkt noch im Amt befindliche CEO John Legere seinen Vertrag nicht weiter verlängern und zum 30. April 2020 aus der aktiven Geschäftsführung ausscheiden werde. Sein Nachfolger wird Mike Sievert, welcher zu dem Zeitpunkt COO des Unternehmens war. John Legere wird weiterhin zum Aufsichtsrat (Board of Directors) des Unternehmens gehören.
Am 31. März 2020 trat der bisherige COO Mike Sievert die Nachfolge des bisherigen CEO John J. Legere an, obwohl sein Vertrag erst am 30. April 2020 abgelaufen wäre.
Im Frühjahr 2023 rückte die Deutsche Telekom im Ranking der weltweit erfolgreichsten Marken von Brand Finance Global 500 auf Platz 11 auf und gilt damit auch als wertvollste Marke für Deutschland im internationalen Vergleich. Dies war laut Auswertungen auch aufgrund des erfolgreichen Wachstums in den USA zurückzuführen.
Nach der Wiederwahl von Donald Trump zum US-Präsidenten und dem Beginn von dessen zweiter Amtszeit 2025 passte sich der Konzern den neuen politischen Verhältnissen schnell an und stellte seine Programme zur Förderung von Diversität, Gleichberechtigung und Inklusion (DEI) benachteiligter Bevölkerungsgruppen vollständig ein. Der jetzt vom Trumpanhänger Brendan Carr geführten Federal Communications Commission (FCC) teilte das Management mit, man habe alle DEI-Aktivitäten „nicht nur dem Namen nach, sondern auch in der Sache“ beendet. Daraufhin erhielt der Konzern von der FCC Grünes Licht für gigantische Akquisitionen: In einer Transaktion im Wert von 4,4 Milliarden Dollar übernimmt T-Mobile fast das gesamte Mobilfunkgeschäft des regionalen Anbieters United States Cellular einschließlich des Kundenstamms und 30 Prozent der Frequenzen. Außerdem wurde die Übernahme des Internetanbieters Metronet durch T-Mobile in den USA genehmigt.

## Mobilfunknetz

### 5G-Netz
Am 6. Dezember 2019 startete T-Mobile offiziell ihr 5G-Netz in den USA. Laut eigener Aussage ist es das erste landesweite 5G-Netz, erstreckt sich also über die gesamten Vereinigten Staaten. Während die Mitbewerber AT&T und Verizon auf sogenannte mmWave-Netze (Frequenzen > 20 GHz) setzen, nutzt T-Mobile US ihr Spektrum im Bereich 600 MHz (Band 71 / n71) für 5G. Das sorgt für hohe Reichweiten durch vergleichsweise wenig Sender, besitzt aber auch weniger Kapazität.

## Kritik

### Vorwürfe der CtW Investment Group
Im Februar 2017 schrieben verschiedene Medien, dass die Anlegergruppe CtW Investment Group schon im November 2016 eine Sonderprüfung des Unternehmens anforderte. Die Gruppe warf dem Unternehmen Intransparenz bei der Rechnungslegung sowie Verschleierung von Risiken als auch Einschränkungen der freien Meinungsäußerung der eigenen Mitarbeiter vor. Bis heute wurde die Sonderprüfung verweigert sowie die Vorwürfe zurückgewiesen.

### Beschäftigtenrechte
Der Konzern stand in der Vergangenheit wegen schlechter Arbeitsbedingungen und der gezielten Abwehr gewerkschaftlichen Einflusses in der Kritik. Zur Durchsetzung der Beschäftigtenrechte wurde die internationale Kampagne We expect better gestartet. Der Konzern geriet dadurch auch unter den Druck großer Investoren.